# Сьвентослав (Торунський повіт)
Сьвентослав (пол. Świętosław, нім. Wenzlau) — село в Польщі, у гміні Хелмжа Торунського повіту Куявсько-Поморського воєводства.
Населення — 137 осіб (2011).
У 1975-1998 роках село належало до Торунського воєводства.

## Демографія
Демографічна структура станом на 31 березня 2011 року:
|          | Загалом | Допрацездатний вік | Працездатний вік | Постпрацездатний вік |
| -------- | ------- | ------------------ | ---------------- | -------------------- |
| Чоловіки | 65      | 11                 | 48               | 6                    |
| Жінки    | 72      | 17                 | 39               | 16                   |
| Разом    | 137     | 28                 | 87               | 22                   |